# Hormonelle Störung
Hormonelle Störungen entstehen durch eine nicht genügende oder erhöhte Produktion an Hormonen der einzelnen Drüsen (z. B.: der Keimdrüsen, der Schilddrüse, der Bauchspeicheldrüsen). Diese Drüsen werden von der Hirnanhangdrüse mit Signalen (Botenstoffen) stimuliert.
Auch geringgradige, physiologische hormonelle Störungen können das Allgemeinbefinden sehr beeinträchtigen, zum Beispiel in den Wechseljahren eine verminderte Östrogenproduktion durch die Eierstöcke/Keimdrüsen oder eine Neigung zu Über- oder Untergewicht bei einer nicht gut regulierenden Schilddrüsenfunktion. Erst eine Blutuntersuchung (Hormonstatus) gibt genauere Hinweise, welche Hormone fehlen bzw. vom eigenen Körper zu wenig oder zu viel produziert werden. Ein Ersatz von Hormonen durch Hormonersatzpräparate ist in manchen Fällen möglich.